# Galegofòbia

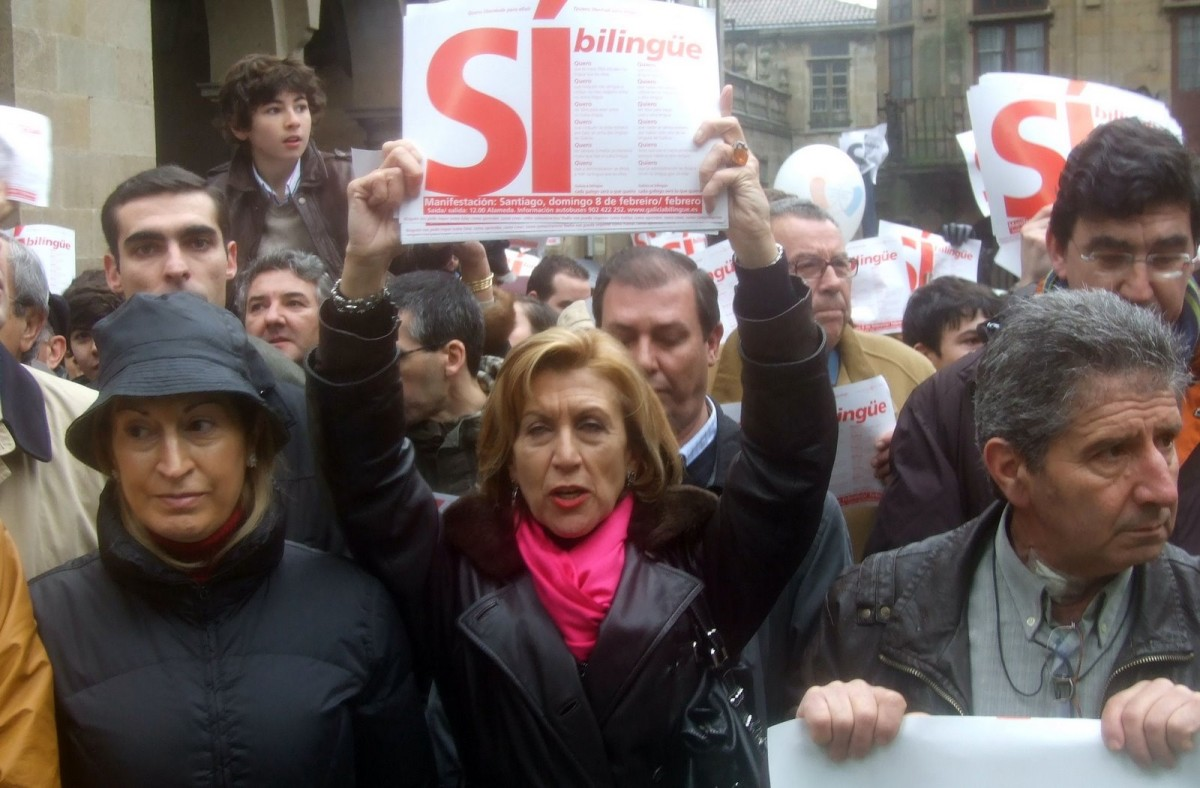
La política vasca Rosa Díez fou autora de nombrosos comentaris despectius amb relació a la identitat gallega. La fotografia pertany a una manifestació del col·lectiu Galicia Bilingüe, a favor del ús del castellá al territori gallec.

El sentiment antigallec o la galegofòbia és l'aversió per Galícia, per la cultura i llengua gallega o pels mateixos gallecs. Malgrat que el terme no és recollit en cap diccionari de cort acadèmic, es tracta d'una denominació genèrica i popular per anomenar aquest fenomen tant als mitjans de comunicació com a la societat.
La primera vegada que es va tindre constància del seu ús fou un article signat per Villar Ponte i datat a 1916.
Les primeres manifestacions de galegofòbia van esser pronunciades per coneguts literats en llengua castellà (Miguel de Cervantes, al seu Quixote, com a exemple destacat), però també és possible trobar-la a la historiografía nacionalista espanyola (amb la seva figura paradigmàtica de Menéndez Pidal) o al mateix àmbit político o televisiu o contemporani.

### Altres articles
- Anticatalanisme
- Galicia Bilingüe